# Liste der Monuments historiques in Chèvreville (Oise)
Die Liste der Monuments historiques in Chèvreville (Oise) führt die Monuments historiques in der französischen Gemeinde Chèvreville auf.

## Liste der Objekte
| Bezeichnung                                                         | Beschreibung               | Standort                       | Kennzeichnung | Schutzstatus | Datum | Bild |
| ------------------------------------------------------------------- | -------------------------- | ------------------------------ | ------------- | ------------ | ----- | ---- |
| Skulptur Madonna und Kind (auf dem Foto rechts unter dem Rundbogen) | Kalkstein, 14. Jahrhundert | in der Kirche St-Martin (Lage) | PM60000521    | Classé       | 1908  |      |